# Eugenio Espejo

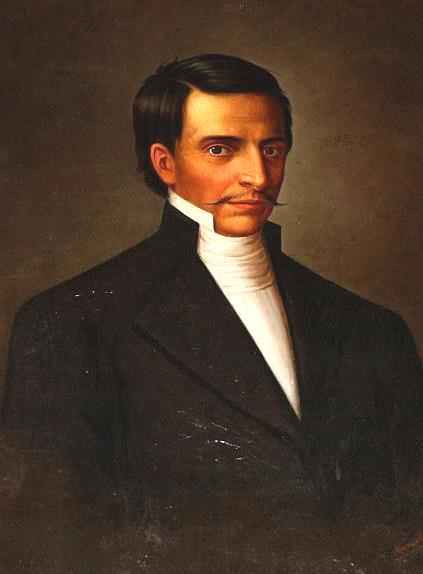
Eugenio Espejo

Eugenio Francisco Xavier de la Santa Cruz y Espejo (getauft am 21. Februar 1747 in Quito; † 27. Dezember 1795 in Quito) war ein Schriftsteller, Arzt, Jurist und Vordenker der Unabhängigkeit während der spanischen Kolonialherrschaft im späteren Ecuador. Er gilt als einer der bedeutendsten aufgeklärten Denker Lateinamerikas im späten 18. Jahrhundert und passte diese aus Europa stammenden Ideen den sozialen Bedingungen seines Umfeldes an.

## Leben
Espejo war der Sohn eines Indigenen und einer Mulattin. Sein Vater hieß ursprünglich Luis Chusig und stammte aus Cajamarca. Er kam mit einem Bethlehemiter-Pater, der Leiter des quitener Barmherzigen-Hospital war, nach Quito. Chusig, der seinen Namen in Santa Cruz y Espejo änderte, arbeitete dort als Pfleger, Verwalter und Chirurg. Sein Sohn Eugenio arbeitete von frühester Jugend als sein Helfer und Assistent. Zusätzlich besuchte er Unterricht, den Dominikaner-Pater für arme Kinder erteilten und wurde später von Jesuiten unterrichtet. 1762 erwarb er mit Auszeichnung einen Schulabschluss in Philosophie. 1765 nahm er ein Medizinstudium an der Universidad San Fernando der Jesuiten auf und erreichte dort 1767 die Promotion als Arzt und erwarb kurz darauf auch Doktortitel in weltlichem und kanonischem Recht. Er war ein eifriger Leser und nahm die neuesten Ideen auch aus den Bereichen der Philosophie und Politik in sich auf. Als Mestize war es für ihn dennoch nicht leicht, seinen Weg in der klassischen Kolonialgesellschaft seiner Zeit zu machen. Erst 1772 wurde er während einer Pocken-Epidemie als praktizierender Arzt zugelassen.
Trotz der Widerstände in der Gesellschaft Quitos wurde er eine der Schlüsselfiguren des kulturellen Lebens, besonders bei der Verbreitung fortschrittlicher Ideen, wobei er durch einen ansehnlichen Teil des Criollo-Adels unterstützt wurde. 1779 veröffentlichte er sein erstes bedeutendes Werk, El Nuevo Luciano de Quito (dt. Der neue Lichtbringer für Quito), eine eindrückliche und deutliche Kritik an allen Problemen und Mängeln des kulturellen Lebens in der Real Audiencia de Quito, die er in zwei weiteren Werken, Marco Porcio Catón (über Cato den Censor) und La Ciencia Blancardina (u. a. gegen praktizierende Ärzte ohne akademische Abschlüsse) beibehielt. 1785 verfasste er auf Bitten der Obrigkeit von Quito die wichtige praktisch-medizinische Arbeit Reflexiones acerca de un método para preservar a los pueblos de las viruelas  (Überlegungen über ein Verfahren, um die Völker vor den Pocken zu bewahren, 1785). Diese zeugt einerseits von Espejos medizinischer Kompetenz und ist andererseits eine wichtige Überlieferung zu den hygienischen Zuständen in Quito dieser Zeit, die zu deutlicher Kritik Espejos an den offiziellen Stellen und deren Umgang mit der Epidemie Anlass gab.
Seine kritisch-kulturellen Aktivitäten riefen die Staatsmacht gegen ihn auf den Plan, so dass er 1786 nach Riobamba floh, wo die örtlichen Priester ihn schützten und sich Espejo offensiv gegen die Anschuldigungen verteidigte. Er wurde nach Bogotá, der Hauptstadt des Vizekönigreichs Neugranada exiliert, wo ein Prozess gegen ihn begann, der sein Ansehen noch vergrößerte.
Nach seiner Rückkehr nach Quito konnte er ab 1789 er zunächst zwei Jahre lang keine Ämter ausüben, durfte aber weiterhin schreiben. 1791 wurde er zum ersten Direktor der neuen öffentlichen Bibliothek ernannt, die aus mehr als 40.000 Bänden der Jesuiten, die kurz zuvor aus den spanischen Besitzungen ausgewiesen worden waren, gebildet wurde. Im November 1791 wirkte er federführend an der Gründung der Sociedad Patriótica de Amigos del País de Quito (dt. Patriotische Gesellschaft der Freunde des Landes von Quito) mit. Vergleichbare Vereinigungen begannen in dieser Zeit in Spanien und den Kolonien zu entstehen. 1792 veröffentlichte er die erste Zeitung Quitos, die Primicias de la Cultura de Quito, von der allerdings nur sieben Ausgaben erschienen. Für seine nicht nachlassenden Anklagen gegen die herrschenden Zustände wurde er erneut inhaftiert. Er starb im Alter von 48 Jahren 1795 im staatlichen Gefängnis von Quito.

## Rezeption und Wirkung
Espejos Denken verbindet die Ideen der Aufklärung mit der sozialen und kulturellen Wirklichkeit des kolonialen Quito. Er war einer der ersten, die die Notwendigkeit einer Emanzipation von Spanien deutlich machten und die Eigenständigkeit seines Landes und ganz Amerikas proklamierten. Seine Pläne beinhalteten die Bildung eigenständiger souveräner Republiken, in denen alle Bürger dieselben Rechte haben sollten. Die Kirchengüter sollten säkularisiert bzw. verstaatlicht werden. In seinem Denken tritt das Ideal der Gleichheit von Indígenas, Mestizen und  europäischen Kolonialisten deutlich hervor (ein Ideal, das im späteren Prozess, der zur Unabhängigkeit Ecuadors führte, nicht umgesetzt wurde), ebenso die Beschäftigung mit den Rechten der Frau. Seine Ideen waren, wenn auch in wichtigen Gesichtspunkten deutlich verändert, Grundlage für die erste Unabhängigkeitserklärung Ecuadors am 10. August 1809.

## Werke
- Reflexiones acerca de un método para preservar a los pueblos de las viruelas (1785), online im Volltext (413 S., spanisch) verfügbar unter http://www.conmemoracionescivicas.gov.ec/obras/reflexionesespejo.pdf
- Voto de un Ministro Togado de la Audiencia de Quito (1792), online im Volltext (149 S., spanisch) verfügbar unter http://www.conmemoracionescivicas.gov.ec/obras/vototogado.pdf